# 共产主义者同盟赤军派
共产主义者同盟赤军派（日语：／），简称赤军派，是1969年成立的日本新左翼党派之一，属于共产同系。该组织的政治局議長是盐见孝也，軍事委員長是田宫高麿，組織委員長是堂山道生。该组织主张发动武装起义，策划了大阪战争、东京战争、淀号劫机事件、银行抢劫、邮局袭击等行动。1971年，该组织瓦解，并衍生出联合赤军和日本赤军等组织。